# Periostite
Per  periostite in campo medico, si intende un'infiammazione della parte esterna dell'osso detta periostio.

## Sintomatologia
I sintomi e i segni clinici  presentano normalmente iperestesia, dolore, calore locale, brividi. Nei casi più gravi si presenta edema localizzato in forma di essudato e tumefazione locale.

## Eziologia
Le cause di insorgenza sono di tipo infiammatorio o di tipo traumatico.

## Tipologia
Una forma particolare è chiamata periostite sifilica, che è anche il primo sintomo che compare nella persona ammalata della sifilide.